# 陳賢 (蒼溪)
陳賢（1521年—？年），字子及，四川保寧府蒼溪縣人，民籍。

## 生平
九月二十九日生，行三，治《易經》，由縣學增廣生中式四川鄉試第二十九名舉人，年四十二歲中式嘉靖四十一年壬戌科會試中式第二百七十四名，第二甲第七十八名進士。萬曆元年（1573年）任湖州府同知，二年改任。

## 家族
曾祖陳泰；祖陳傑；父陳仲才；母羅氏。具慶下，妻黃氏，兄文仁，弟質。